# Tratado de Turim (1632)
O Tratado de Turim de 1632 a 28 Jul. é feito entre Paris e Turin para que Luís XIII de França restitua o Palatino.